# Wilpena Pound

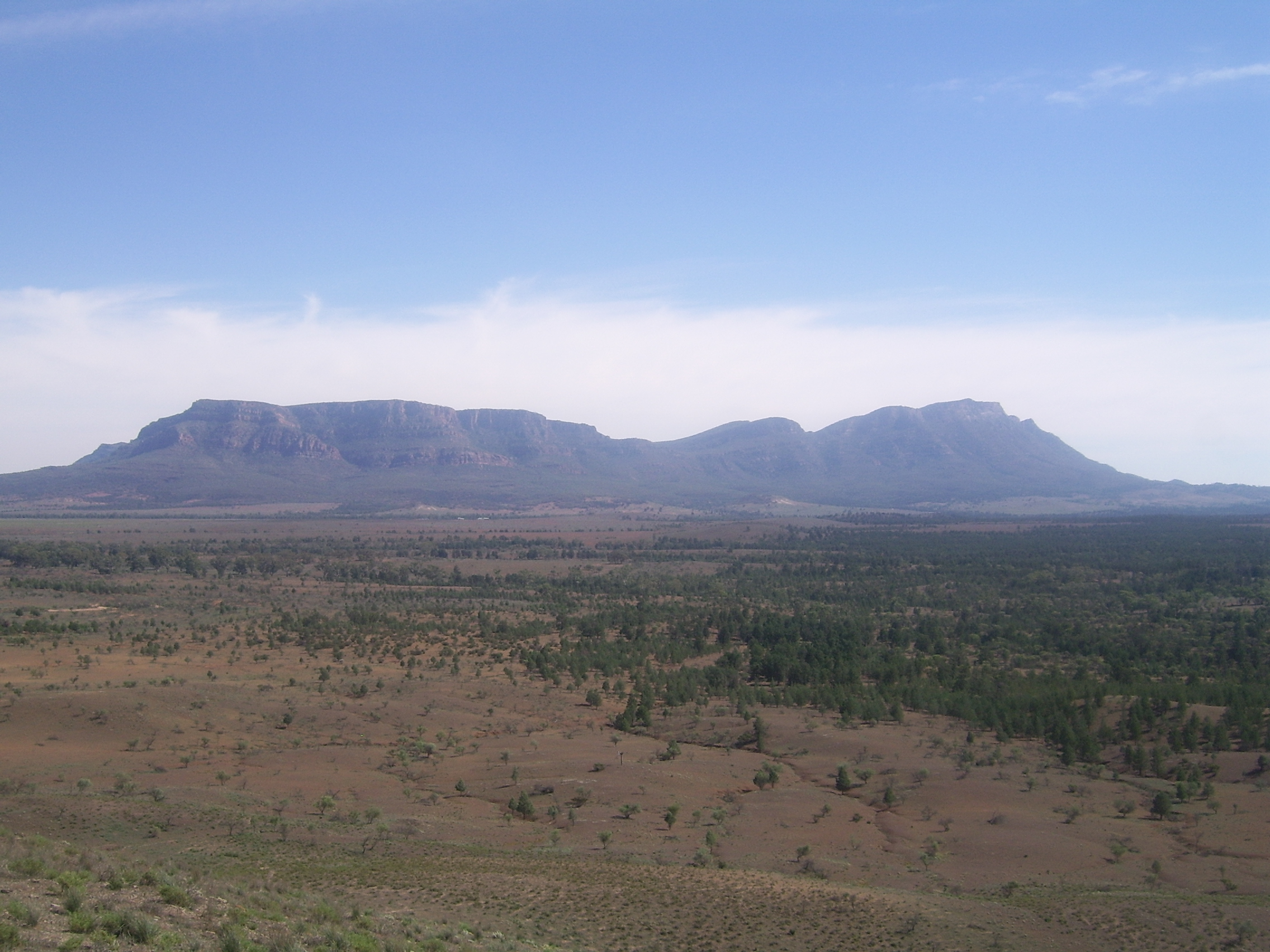
Wilpena Pound oglądana od wschodniej strony

Wilpena Pound – formacja górska o kolistym kształcie, przypominająca krater meteorytowy, znajdująca się w Górach Flindersa, na terenie Parku Narodowego Gór Flindersa. Składa się z dwóch połączonych ze sobą łańcuchów górskich Wilpena stanowiących naturalny "amfiteatr" o powierzchni ponad 80 km, którego ściany wznoszą się na wysokość ponad 1100 m n.p.m. Jest to popularna atrakcja turystyczna.

## Pochodzenie nazwy

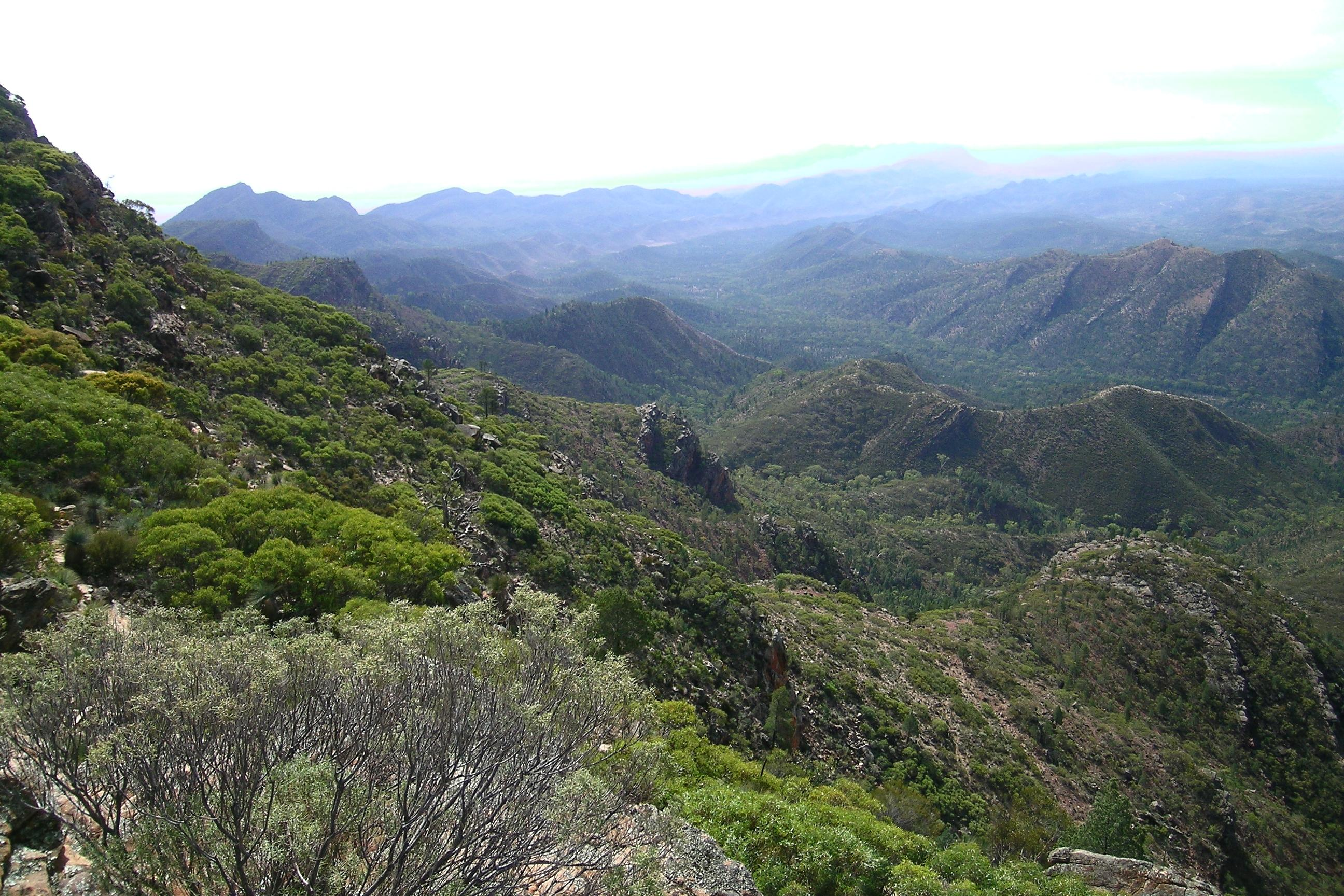
Widok z najwyższego wzniesienia Wilpeny

Według większości dostępnych źródeł wilpena to aborygeńskie słowo znaczące "miejsce (wyglądające jak) zgięte palce" lub "zgięta dłoń", choć spotykane są także tłumaczenia "chata" lub "pofałdowana skóra kangura". Prawdziwe znaczenie nazwy, jeżeli jest ona rzeczywiście pochodzenia aborygeńskiego, zostało najprawdopodobniej zagubione. Warty odnotowania jest fakt, iż leżące na południe od Wilpeny Góry Eldersa znane są jako woodna wolpena – wielkie góry. Sama Wilpena została odkryta w najprawdopodobniej w 1850 lub 1851 i kwestią sporną pozostaje, kto był jej pierwszym odkrywcą. "Pound" to angielskie słowo oznaczające "zagrodę dla zwierząt".
Współcześnie zamieszkujący te obszary Aborygeni nazywają tę formację Ikara – miejsce spotkań.

## Budowa

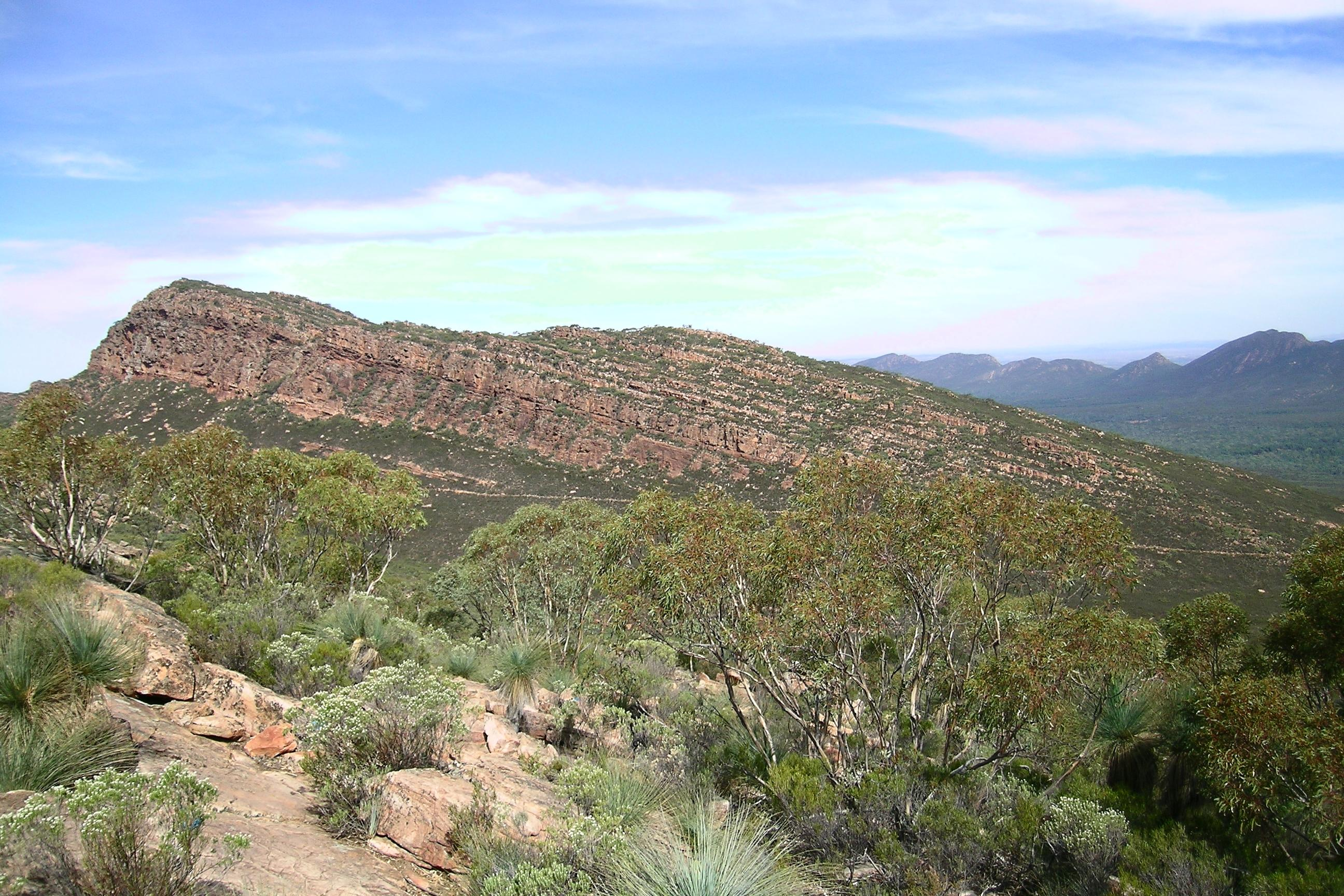
Fragment ściany Wilpeny pokazujący charakterystyczne warstwy synkliny

Podobnie jak reszta Gór Flindersa, Wilpena to formacja skał sedymentacyjnych, pod ciężarem których zapadła się skorupa ziemska, tworząc charakterystyczne synkliny i antykliny. Na Wilpenę składa się duża antyklina z fałdem biegnącym w kierunku północno-zachodnim. Stoki zewnętrzne i wewnętrzne Wilpeny są bardzo strome, porasta je skrub i eukaliptusy.
Wilpena pozornie wygląda, jakby był to jeden kolisty łańcuch górski. W rzeczywistości składa się z dwóch łańcuchów połączonych w południowej części górą Rawnsley's Bluff. W zachodniej części Wilpeny znajduje się przełom (kanion) Wilpena Gap, z którego wypływa potok Wilpena Creek.
Najwyższym wzniesieniem Wilpeny jest góra St Mary Peak (1170 m) w północno-wschodniej części gór, inne znaczące szczyty Wilpeny to Point Bonney (1133 m), Pompey's Pillar (1165 m) oraz Rawnsley's Bluff (950 m).

## Turystyka

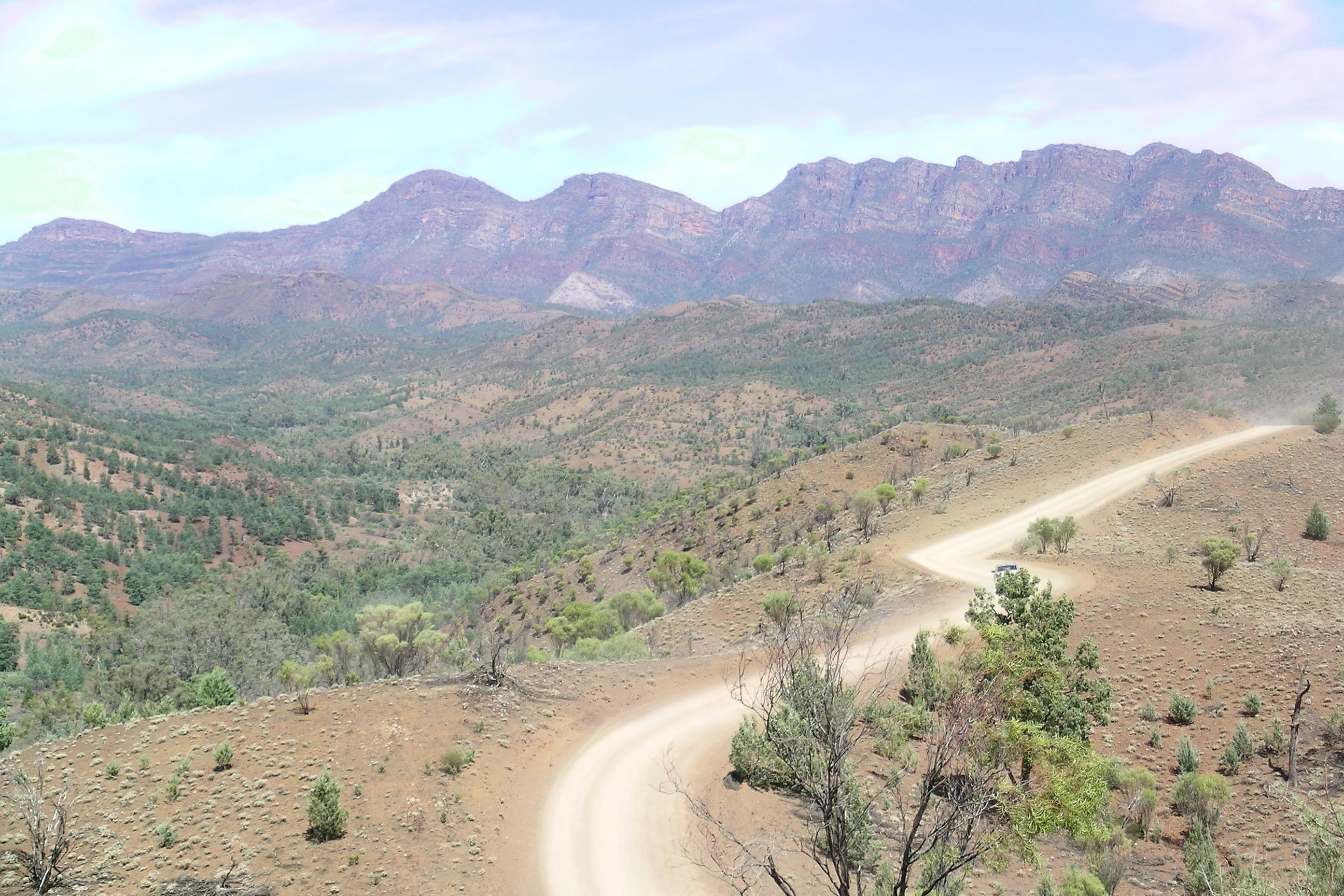
Wilpena od północy, widziana z punktu widokowego "Razorback Lookout"

W XIX wieku Wilpena służyła jako naturalna zagroda dla zwierząt, a w latach 1901–1914 próbowano wykorzystywać ją nawet do produkcji zbóż. Po powodzi w 1914, która zniszczyła jedyną drogę dojazdową, zaprzestano jej ekonomicznej eksploatacji. W tym samym roku przeszła ona na własność skarbu stanu (wcześniej stanowiła własność prywatną). W 1945 w pobliżu Wilpeny otwarty pierwszy hotel turystyczny "National Pleasure Resort", w 1972 weszła w skład utworzonego wówczas parku narodowego.
Przy samej Wilpenie znajduje się obecnie kurort Wilpena Pound Resort, do którego można dotrzeć od strony południowej z Hawker lub od strony północnej z Blinman. W pobliżu Wilpeny znajduje rozbudowana baza turystyczna. Sama Wilpena, jak i otaczające ją góry, jest bardzo popularnym miejscem wycieczek. Na terenie parku narodowego znajduje się wiele szlaków pieszych, a także specjalnie wytyczonych tras dla samochodów terenowych.